# Geórgios Boúglas
Geórgios Boúglas (grec moderne : Γεώργιος Μπούγλας), souvent appelé Yórgos Boúglas (Γιώργος Μπούγλας, né le 17 novembre 1990 à Trikala), est un coureur cycliste grec. Son grand frère Apóstolos est également coureur cycliste.

## Biographie
Après avoir terminé deux fois second, il devient champion de Grèce en 2014, battant son frère Apóstolos au sprint.
Professionnel pendant six saisons au sein de différentes équipes grecques, il rejoint une formation chinoise au cours de la saison 2016. En 2018, il remporte la première étape du Tour du lac Qinghai. En 2019, il s'impose à nouveau au sprint lors de la 5e étape.
Il est recruté par l'équipe espagnole Burgos BH pour l'année 2024.
En novembre 2023, il est annoncé que Boúglas est le coureur grec sélectionné pour la course en ligne des Jeux olympiques de 2024 à Paris.

## Palmarès sur route

### Par années
- 2012
  - 2e du championnat de Grèce sur route
- 2013
  - 2e et 5e étapes du Tour de Roumanie
  - 2e du championnat de Grèce sur route
- 2014
  -  Champion de Grèce sur route
  - 2e de Banja Luka-Belgrade II
- 2016
  - 3e du championnat de Grèce du contre-la-montre
- 2018
  - 1re étape du Tour du lac Qinghai
- 2019
  - 5e étape du Tour du lac Qinghai
  - 2e de la Bursa Orhangazi Race
  - 3e du Grand Prix de Minsk
- 2021
  - 2e étape du In the footsteps of the Romans
  - 2e du Grand Prix Mediterrennean
- 2022
  -  Champion de Grèce sur route
- 2023
  -  Champion de Grèce sur route
  - 2e étape du Tour du Japon
- 2024
  - 2e du championnat de Grèce sur route
  - 3e du championnat de Grèce du contre-la-montre
- 2025
  -  Champion de Grèce du contre-la-montre
  - 2e du championnat de Grèce sur route
  - 3e du Grand Prix Kahramanmaraş
  - 3e du Grand Prix Edebiyat Yolu

### Classements mondiaux
| Année                                 | 2009 | 2010 | 2011 | 2012 | 2013 | 2014 | 2015 | 2016  | 2017  | 2018 | 2019 | 2020  | 2021 | 2022 | 2023 | 2024 |
| ------------------------------------- | ---- | ---- | ---- | ---- | ---- | ---- | ---- | ----- | ----- | ---- | ---- | ----- | ---- | ---- | ---- | ---- |
| Classement mondial                    |      |      |      |      |      |      |      | 1239e | 1930e | 917e | 394e | 1138e | 807e | 446e | 383e | 631e |
| UCI Europe Tour                       | 848e | nc   | 894e | 451e | 259e | 191e | nc   | 852e  | 1381e | 815e | 313e | 881e  | 623e | 354e | nc   | nc   |
| UCI Asia Tour                         | nc   | nc   | nc   | nc   | nc   | 312e | nc   | nc    | 479e  | 248e |      |       |      |      |      |      |
|                                       |      |      |      |      |      |      |      |       |       |      |      |       |      |      |      |      |
| Légende : nc = non classéSource : UCI |      |      |      |      |      |      |      |       |       |      |      |       |      |      |      |      |

## Palmarès sur piste

### Championnats des Balkans
- 2013
  -  Médaillé d'argent de la poursuite par équipes

### Championnats nationaux
- 2008
  -  Champion de Grèce de l'omnium juniors
  -  Champion de Grèce de poursuite par équipes juniors (avec Geórgios Melás, Vasíleios Banoúsis et Iraklís Aslánis)
  - 2e du championnat de Grèce du kilomètre
- 2009
  - 3e du championnat de Grèce de l'américaine
- 2010
  -  Champion de Grèce de poursuite
  - 2e du championnat de Grèce de poursuite par équipes
  - 3e du championnat de Grèce de l'américaine
- 2011
  -  Champion de Grèce de vitesse par équipes (avec Chrístos Volikákis et Zafíris Volikákis)
  - 2e du championnat de Grèce de poursuite individuelle
- 2012
  - 2e du championnat de Grèce de l'américaine
  - 3e du championnat de Grèce de poursuite individuelle
- 2014
  -  Champion de Grèce de l'américaine (avec Apóstolos Boúglas)
  - 2e du championnat de Grèce poursuite individuelle
- 2015
  -  Champion de Grèce de poursuite par équipes (avec Panagiótis Karampinákis, Vasílios Simantirákis et Zísis Soúlios)
  -  Champion de Grèce de l'américaine
  -  Champion de Grèce de vitesse par équipes (avec Anárgyros Sotirakópoulos et Nikólaos Pagónis)